# Iris: The Movie
Iris the Movie (Hangul: 아이리스: 더 무비; RR: Airiseu: deo mubi) é um filme sul-coreano dos gêneros de ação e espionagem de 2010.
Como parte da primeira produção coreana que filmou simultaneamente um drama de televisão e um longa-metragem (Kim Kyu-tae estava a cargo dos segmentos de TV e Yang Yun-ho, responsável pelos segmentos de filmes), a série de televisão Iris foi ar pela KBS2 em 2009, com audiência média em torno de 30%. Iris the Movie é uma edição em longa-metragem dos 20 episódios da série, juntamente com cenas adicionais filmadas especificamente para a versão do cinema, além de um final diferente. Iris the Movie estreou no 34th Hong Kong International Film Festival em 21 de março de 2010. Na Coreia do Sul, não foi exibido nos cinemas, porém em 22 de novembro de 2010, foi exibido por meio da IPTV, tv a cabo e satélite, pay-per-view, Cine 21 e por portais online. No Japão, devido a base de fãs do ator Lee Byung-hun, a distribuidora Kadokawa Pictures lançou o filme nos cinemas japoneses em 8 de janeiro de 2011, sob o título alternativo de Iris-The Last.

## Sinopse
A península coreana está constantemente sob tensão política e militar, especialmente com a questão nuclear norte-coreana. Para evitar uma segunda guerra na Coreia, uma agência secreta de operações secretas, conhecida como Serviço Nacional de Segurança (NSS), protege a segurança nacional da Coreia do Sul, treinando agentes especiais que usariam de qualquer meio para cumprir sua missão. Eles oficialmente não existem e não são reconhecidos ou protegidos pelo governo. Embora sejam treinados para serem assassinos a sangue frio, há um tabu que não podem evitar: o amor. Hyun-jun e Sa-woo eram amigos íntimos e rivais no 707º Batalhão de Missões Especiais, e ambos são recrutados para a NSS e rapidamente se tornam o melhor dos melhores. Cada um com diferentes atribuições secretas, logo tomam caminhos diferentes na vida. Em um mundo de conspiração e traição, ambos se apaixonam por Seung-hee, a bela mas letal especialista da NSS. Durante um ataque nuclear terrorista, Hyun-jun e Sa-woo se enfrentam um ao outro em uma decisão final, enquanto o segredo formidável de Seung-hee é revelado.

## Elenco
- Lee Byung-hun como Kim Hyun-jun
- Kim Tae-hee como Choi Seung-hee
- Jung Joon-ho como Jin Sa-woo
- Kim So-yeon como Kim Seon-hwa
- Kim Seung-woo como Park Chun-young
- Choi Seung-hyun como Vick
- Kim Yeong-cheol como Baek San